# Heterocallia likiangensis
Heterocallia likiangensis är en fjärilsart som beskrevs av Eugen Wehrli 1940. Heterocallia likiangensis ingår i släktet Heterocallia och familjen mätare. Inga underarter finns listade i Catalogue of Life.